# Milan Kratochvíl (fotbalista)
Milan Kratochvíl (26. listopadu 1939) je bývalý český fotbalista, útočník.

## Sportovní kariéra
V československé lize hrál za Bohemians Praha. Nastoupil ke 116 ligovým utkáním a dal 8 gólů.

## Ligová bilance
| Ročník                                   | Zápasy | Góly | Klub                     |
| ---------------------------------------- | ------ | ---- | ------------------------ |
| 1. československá fotbalová liga 1960/61 | 16     | 1    | Spartak Praha Stalingrad |
| 1. československá fotbalová liga 1961/62 | 22     | 3    | ČKD Praha                |
| 1. československá fotbalová liga 1962/63 | 19     | 0    | ČKD Praha                |
| 1. československá fotbalová liga 1963/64 | 22     | 3    | ČKD Praha                |
| 1. československá fotbalová liga 1964/65 | 8      | 0    | Bohemians Praha          |
| 1. československá fotbalová liga 1966/67 | 20     | 1    | Bohemians Praha          |
| 1. československá fotbalová liga 1967/68 | 9      | 0    | Bohemians Praha          |
| CELKEM                                   | 116    | 8    |                          |